# Plocama
Plocama es un género con 35 especies de plantas con flores perteneciente a la familia de las rubiáceas.

## Taxonomía
Plocama fue descrita por William Aiton y publicado en Hortus Kewensis 1: 292, en el año 1789.

## Especies
- Plocama afghanica (Ehrend.) M.Backlund & Thulin
- Plocama asperuliformis (Lincz.) M.Backlund & Thulin
- Plocama aucheri (Guill.) M.Backlund & Thulin
- Plocama botschantzevii (Lincz.) M.Backlund & Thulin
- Plocama brevifolia (Coss. & Durieu ex Pomel) M.Backlund & Thulin
- Plocama bruguieri (A.Rich. ex DC.) M.Backlund & Thulin
- Plocama bucharica (B.Fedtsch. & Des.-Shost.) M.Backlund & Thulin
- Plocama calabrica (L.f.) M.Backlund & Thulin
- Plocama calcicola (Puff) M.Backlund & Thulin
- Plocama calycoptera (Decne.) M.Backlund & Thulin
- Plocama corcyllis (Sond.) M.Backlund & Thulin
- Plocama crucianelloides (Jaub. & Spach) M.Backlund & Thulin
- Plocama dubia (Aitch. & Hemsl.) M.Backlund & Thulin
- Plocama eriantha (Jaub. & Spach) M.Backlund & Thulin
- Plocama hymenostephana (Jaub. & Spach) M.Backlund & Thulin
- Plocama iljinii (Lincz.) M.Backlund & Thulin
- Plocama inopinata (Lincz.) M.Backlund & Thulin
- Plocama jolana (Thulin) M.Backlund & Thulin
- Plocama kandaharensis (Ehrend. & Qarar ex (Ehrend. & Schönb.-Tem.) M.Backlund & Thulin
- Plocama macrantha (Blatt. & Hallb.) M.Backlund & Thulin
- Plocama mestscherjakovii (Lincz.) M.Backlund & Thulin
- Plocama olivieri (A.Rich. ex DC.) M.Backlund & Thulin
- Plocama pendula Aiton
- Plocama puberula (Balf.f.) M.Backlund & Thulin
- Plocama putorioides (Radcl.-Sm.) M.Backlund & Thulin
- Plocama reboudiana (Coss. & Durieu) M.Backlund & Thulin
- Plocama rosea (Hemsl. ex Aitch.) M.Backlund & Thulin
- Plocama somaliensis (Puff) M.Backlund & Thulin
- Plocama szowitzii (DC.) M.Backlund & Thulin
- Plocama thymoides (Balf.f.) M.Backlund & Thulin
- Plocama tinctoria (Balf.f.) M.Backlund & Thulin
- Plocama trichophylla (Popov) M.Backlund & Thulin
- Plocama vassilczenkoi (Lincz.) M.Backlund & Thulin
- Plocama yemenensis (Thulin) M.Backlund & Thulin